# Circleville (Ohio)
Circleville is een plaats (city) in de Amerikaanse staat Ohio, en valt bestuurlijk gezien onder Pickaway County.

## Demografie
Bij de volkstelling in 2000 werd het aantal inwoners vastgesteld op 13.485.
In 2006 is het aantal inwoners door het United States Census Bureau geschat op 13.630, een stijging van 145 (1,1%).

## Geografie
Volgens het United States Census Bureau beslaat de plaats een oppervlakte van
17,4 km², waarvan 17,1 km² land en 0,3 km² water. Circleville ligt op ongeveer 220 m boven zeeniveau.

## Plaatsen in de nabije omgeving
De onderstaande figuur toont nabijgelegen plaatsen in een straal van 16 km rond Circleville.

## Geboren
- Ted Lewis (1890-1971), jazzmuzikant, entertainer en orkestleider
- Sammy Stewart (1890/4-1960), jazzpianist en orkestleider